# Весільна подорож (фільм)
«Весільна подорож» (фр. Voyage de noces) — австрійсько-французька комедія 1933 року режисерів Жермена Фріда, Джое Мая та Еріха Шмідта. У головних ролях Бригітта Гельм, Альбер Прежан і Жаклін Маде. Також був знятий окремий німецькомовний фільм Троє у весільній подорожі.
Декорацію для фільму розробив Артур Бергер.

## У роляк
- Бригітта Гельм — Аніта Пагліоне
- Альбер Прежан — Анрі Келлер
- Жаклін Мейд — Жаклін Леннер
- П'єр Брассер — Руді
- Даніель Дар'є
- Джим Джеральд
- Анрі Керні
- Чарльз Ламі
- Жорж Сайяр